# Tmesisternus bifoveatus
Tmesisternus bifoveatus är en skalbaggsart som beskrevs av Aurivillius 1925. Tmesisternus bifoveatus ingår i släktet Tmesisternus och familjen långhorningar. Inga underarter finns listade i Catalogue of Life.